# Prowincja Soum
Prowincja Soum – jedna z 45 prowincji w Burkina Faso, trzecia co do wielkości w kraju.
Ma powierzchnię ponad 12 tysięcy km². W 2006 roku mieszkało w niej ponad 348 tysięcy ludzi. W 1996 roku na jej terenach zamieszkiwało ponad 253 tysiące mieszkańców.